# Onthophagus subopacus
Onthophagus subopacus es una especie de insecto del género Onthophagus, familia Scarabaeidae, orden Coleoptera.
Fue descrita científicamente por Robinson en 1940.